# Ganga Bae
Ganga Bae, född 7 mars 2016, är en svensk varmblodig travhäst. Hon tränades av Stefan Melander och kördes oftast av Jorma Kontio.
Ganga Bae började tävla i april 2019 och tog sin första seger i debutloppet. Hon sprang under sin karriär in 4,7 miljoner kronor på 23 starter varav 11 segrar, 4 andraplats och 1 tredjeplats. Hon tog karriärens största seger i Breeders' Crown (2019). I 2020 års Breeders' Crown så tog hon en tredjeplats i finalen för 4-åriga ston bakom vinnande Milady Grace och tvåan Golden Tricks.

## Karriär

### Fyraåringssäsongen
Under fyraåringssäsongen utevblev storloppsvinsterna i bland annat Drottning Silvias Pokal och Stochampionatet då hon kom bakom vinnande Diana Zet som blev fyraåringens drottning.

## Statistik

### Större segrar
| År   | Lopp            | Kusk         | Vinstbelopp   | Grupp   |
| ---- | --------------- | ------------ | ------------- | ------- |
| 2019 | Breeders' Crown | Jorma Kontio | 1 600 000 SEK | Grupp 1 |